# Britta Johanson
Britta Johanson, född 1951 i Stockholm, är en svensk textilkonstnär, bosatt i Linköping. Hon studerade 1974-1976 vid Textilinstitutet i Borås och vid Högskolan i Kalmar och tilldelades 2003 Östgöta konstförenings stipendium. Hon har publicerat flera böcker med korsstygnsmönster.